# モナ・ヴァンナ
『モナ・ヴァンナ』（Monna Vanna、フランス語：La Joconde nue）は、1508年〜1510年頃にレオナルド・ダ・ヴィンチのアトリエで描かれたとされている女性の肖像画である。フランス・シャンティイのコンデ美術館所蔵（1862年購入）。

## 概要
絵画の寸法、および肖像の構図、表情、ポーズなどがレオナルド・ダ・ヴィンチの『モナ・リザ』に酷似していることから『裸のモナ・リザ』とも呼ばれる。
継ぎ接ぎされた厚紙に木炭で描かれた裸婦像であるが作者や製作年も長年不明のままだったため、レオナルドの弟子が描いた『モナ・リザ』のパロディだとも考えられていたが、2017年、コンデ美術館がルーヴル美術館系列のフランス国立美術館修復研究センターに分析を依頼した結果、レオナルドの指導のもと弟子が描いたものであると鑑定された。
肖像の目には輪郭に沿って無数の小さな黒い穴が空いており、これが絵を写し取るために刺された針の跡である ことから『モナ・ヴァンナ』は油彩画の習作として描かれたものであるとされており、また腕に斜めに走る細い線は最晩年に半身不随となったレオナルドが左腕だけで描いた跡と見られていることから、レオナルド本人も手を加えているものと見られている。
レオナルドの死後、この絵は多くの画家に模写され、実在の女性の裸体を描くことがフランス中に広まったきっかけとなった。
コンデ美術館の主任学芸員マチュー・デルディックは、「男性的な美と女性的な美の中間と言えるでしょう。モデルがいて描かれたものではなく、ダ・ヴィンチが追い求めた理想の美だと思います」と語っている。